# Franjo Šram
Franjo Šram (Zemun, 4. listopada 1904. – 1947.), hrvatski skladatelj, orguljaš, zborovođa, dirigent i srednjoškolski profesor, plodan znanstveni i prosvjetni djelatnik

## Životopis
Rodio se u Zemunu od oca Franje i majke Paule rođ. Kunst. U Zagrebu studirao na Glazbenoj akademiji u klasi prof. Franje Dugana st. Prema Juliju Njikošu, diplomirao je i na Filozofskom fakultetu u Zagrebu.

### Profesor, dirigent i zborovođa
U studentskim danima vodio je više crkvenih pjevačkih zborova. Do 1931. bio dirigent Hrvatskog katoličkog društva "Branimir", s kojim je mnogo nastupao po zagrebačkim crkvama. Šram se zalagao za nove orgulje u župnoj crkvi sv. Marije u Zagrebu, što je i učinjeno te su orgulje i izgrađene. Od 1931. zaposlio se kao profesor glazbe u Državnoj realnoj gimnaziji u Srijemskoj Mitrovici. U vrlo malo vremena stvorio je i uvježbao Društveni zbor svete Cecilije. Uz to je dirigent i zborovođa u hrvatskim pjevačkim društvima "Nada", "Tomislav" i u "Njemačkom pjevačkom društvu" te u hrvatskom pjevačkom društvu "Hrvatska omladina" u Srijemskoj Mitrovici. Pjevačko društvo "Nada" sudjelovalo je proljeća 1936. na proslavama stogodišnjice hrvatske himne u Golubincima i Slankamenu.

### Orguljaš
Maestro Nikola Faller preporučio ga je za mjesto crkvenog organista. Profesor glazbe i orguljaš Franjo Šram nastupao je 1931. sa suprugom Dragicom Šram u crkvi, skupa s Cecilijinim društvom.  Napisao je skladbu za ženski zbor i orgulje Svetoj Ceciliji i O sliko sveta (Kainerstarfeer - Šram).

### Skladanje i znanost
1937. je premješten u Novu Gradišku, crkveni zborovođa i orguljaš. Od 1940. u Petrinji, gdje je bio crkveni zborovođa i orguljaš u crkvi sv. Lovre. Glazbu je predavao na Učiteljskoj školi. Vodio je pjevačko društvo hrvatske mladeži Junak. Skladao je pastoral za gudački kvartet, elegiju i fugu u e-molu i brojne crkvene pjesme, od kojih se ističu Svi kliknimo Kristu, Bezgrešnoj, Tužnoj majci, Ronite suze, Svetome križu, Nadošao je svibanj, zatim Nadgrobnica (stihovi Vinko Dorčić). Za mješoviti zbor i orgulje napisao je Petrinjske božićne pjesme. Poznata skladba za tamburaški orkestar Škripi đeram bila je zagubljena do 1998. godine. Pronašao ju je i identificirao Adalbert Marković, a dirigent Dražen Varga  kaligrafirao.

### Premještaj u Osijek
Premješten je na rad u Osijek u Učiteljsku školu 1947. godine. Nađen je mrtav u ulici. Pretpostavka je da nije umro prirodnom smrću, nego se smatra da je ubijen, kao žrtva jugokomunističkog režima. Iza Franje je ostalo petero djece, Ljerka, Branimir, Zlata, Mirjana i Vladimir. Sin Vladimir nastavio je očev rad.

### Spomeni
U Petrinji je Franjo Šram 1997. dobio svoju ulicu.

## Djela
Djela:
- »Crkvena glazba u XVII. i XVIII stoljeću« (u rukopisu)
- »Pregled povijesti glazbe« (u rukopisu)
- »Strani uplivi na hrvatsku glazbenu kulturu« (pisano na njemačkom jeziku, u rukopisu)